# NGC 1746
NGC 1746是在金牛座的一個小星群，海因里希·路易·達雷於1863年最先描述它，後來被收錄在NGC天體表中。早期，這個小星群被分類為疏散星團；然而，最近的觀測表明，這是地球天空中的恆星隨機形成，只是一個星群。NGC 1746的視星等為6.1等，視大小約40'。

## 來源
- Galadí-Enríquez, D.; Jordi, C.; Trullols, E.: "Astrometry and Photometry of Open Clusters: NGC 1746, NGC 1750 and NGC 1758" （页面存档备份，存于）; in: Astrophysics and Space Science, Bd. 263, Nr. 1/4, S. 307ff. (1998)

## 外部連結
- 维基共享资源上的相關多媒體資源：NGC 1746